# أندي بوتر
أندي بوتر (بالإنجليزية: Andy Porter) (17 سبتمبر 1968 هولمز تشابل المملكة المتحدة - ) هو لاعب كرة قدم بريطاني يلعب كلاعب وسط.

## وصلات خارجية
أندي بوتر على موقع قاعدة بيانات كرة القدم.إي يو (الإنجليزية)
- أندي بوتر على موقع Soccerbase.com (لاعب) (الإنجليزية)